# Karmelitinnenkloster Le Havre
Das Karmelitinnenkloster Le Havre ist ein Kloster der Unbeschuhten Karmelitinnen in Le Havre, Département Seine-Maritime, im Erzbistum Rouen in Frankreich.

## Geschichte
Das Karmelitinnenkloster Lourdes gründete 1894 einen Karmel in der Unterstadt von Le Havre. 1953 wechselte der Konvent in neue Gebäude in der Oberstadt (Rue Félix Faure Nr. 151). Seit 1978 lebt er vorrangig von der Herstellung von Marmeladen, die unter der Marke Kerith verkauft werden. Der Konvent nennt sich Carmel de la Transfiguration (der Verklärung). Er zählt derzeit 17 Schwestern.